# 19022 Пенцел
19022 Пенцел (19022 Penzel) — астероїд головного поясу, відкритий 26 вересня 2000 року.
Тіссеранів параметр щодо Юпітера — 3,442.